# Choreborogas bulbofemoralis
Choreborogas bulbofemoralis är en stekelart som beskrevs av Van Achterberg 1995. Choreborogas bulbofemoralis ingår i släktet Choreborogas och familjen bracksteklar. Inga underarter finns listade i Catalogue of Life.